# Mancey
Mancey ist eine französische Gemeinde mit 390 Einwohnern (Stand 1. Januar 2022) im Département Saône-et-Loire in der Region Bourgogne-Franche-Comté (vor 2016 Bourgogne); sie gehört zum Arrondissement Chalon-sur-Saône und ist Teil des Kantons Tournus (bis 2015 Sennecey-le-Grand). Die Einwohner werden Mancillons genannt.

## Geografie
Mancey liegt etwa 22 Kilometer südlich von Chalon-sur-Saône. Im Osten durchquert das Flüsschen Natouze das Gemeindegebiet. Umgeben wird Mancey von den Nachbargemeinden Nanton im Norden, Vers im Norden und Nordosten, Tournus im Osten und Südosten, Ozenay und Royer im Süden, La Chapelle-sous-Brancion im Südwesten sowie Étrigny im Westen.

## Bevölkerungsentwicklung
| Jahr                       | 1962 | 1968 | 1975 | 1982 | 1990 | 1999 | 2006 | 2011 | 2017 |
| Einwohner                  | 379  | 352  | 324  | 339  | 350  | 355  | 374  | 388  | 387  |
| Quellen: Cassini und INSEE |      |      |      |      |      |      |      |      |      |

## Sehenswürdigkeiten

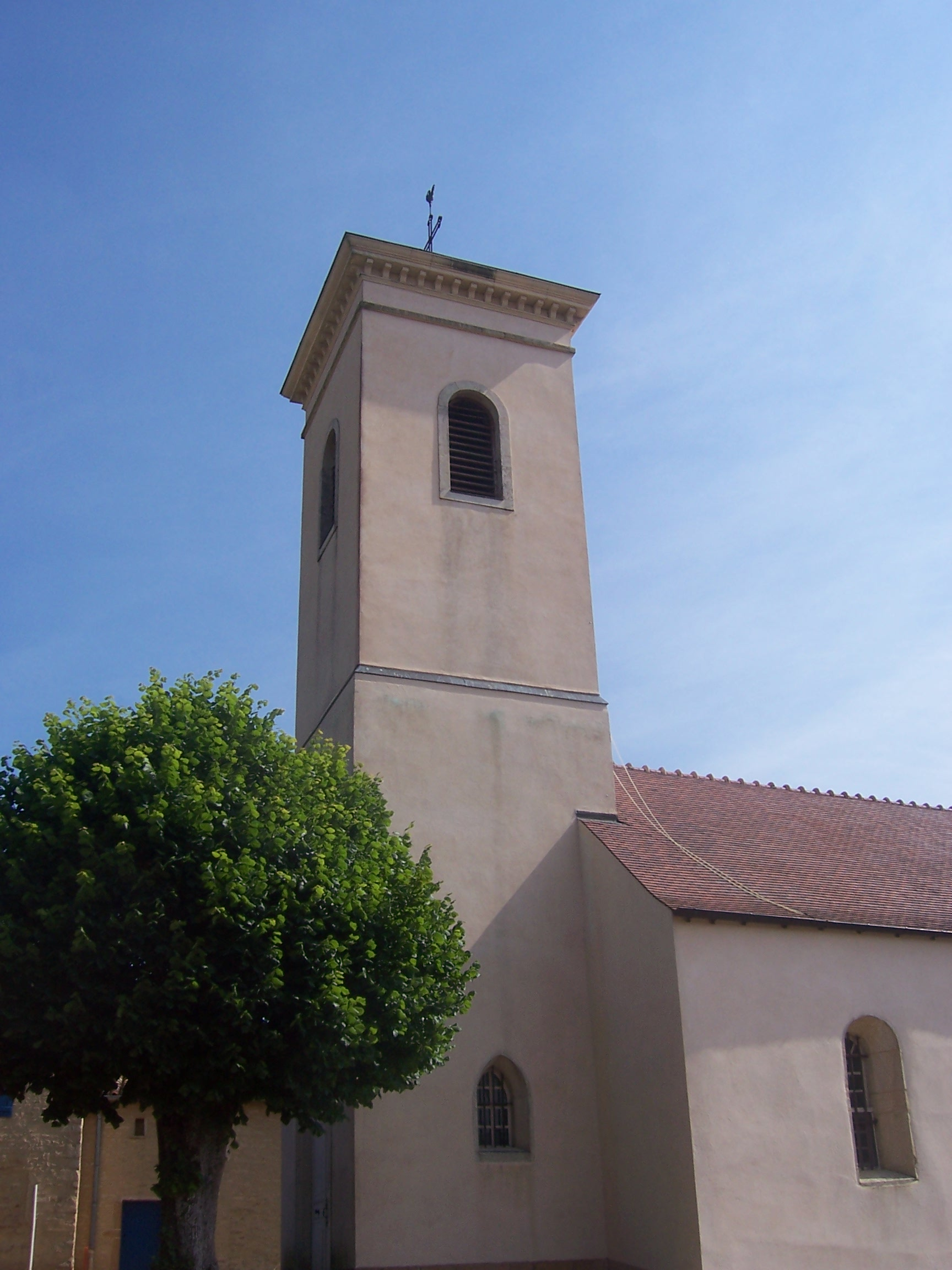
Kirche Saint-Georges

- Kirche Saint-Georges aus dem 13. Jahrhundert